# Port Bell
Port Bell è una piccola città del Distretto di Kampala in Uganda, situata sulle sponde del lago Vittoria, facente parte della conurbazione di Kampala. Questa cittadina ha preso il nome da un commissionario britannico, Sir Hesketh Bell, che nel 1906, assunse la gestione degli interessi da parte della Gran Bretagna in Uganda.

## Economia
Port Bell (piccolo centro industriale) ha un porto, che è utilizzato per il traffico internazionale sul lago Vittoria.
L'Uganda Breweries ha la sua principale fabbrica di birra a Port Bell.
Nel 1960 nella cittadina è stata fondata una delle prime fabbriche di tè che ha prodotto anche distillati di waragi (una sorta di Gin spesso aromatizzato al gusto di ananas oppure noce di cocco).

## Infrastrutture e trasporti
Port Bell è un ramo ferroviario tra Jinja e Kampala (dal 1931).
I traghetti che operano da Port Bell comunicano con tutto il lago Vittoria.
Nel passato Port Bell fu un punto di scarico della compagnia aerea Brithish, con mansione di corriere.